# Cerdon (AOC)
Pour les articles homonymes, voir Cerdon.
Le cerdon, ou bugey cerdon (il s'agit d'une dénomination géographique au sein de l'appellation d'origine contrôlée bugey), est un vin mousseux rosé français produit dans le vignoble du Bugey sur dix communes autour de Cerdon, dans le département de l'Ain.

## Histoire
Les vins du Bugey sont reconnus par l'INAO comme vins de qualité supérieure (VDQS) par l'arrêté du 11 juillet 1958, puis comme appellation d'origine contrôlée (AOC) par le décret du 20 octobre 2009. Depuis la modification législative issue des directives européennes, le cerdon est aussi une appellation d'origine protégée (AOP).
Le cahier des charges a été dernièrement modifié en septembre 2011, puis en novembre 2013.

### Étymologie
La dénomination porte le nom de la principale commune de l'aire de production : Cerdon. 

## Situation géographique
Les vignes produisant le cerdon se trouvent dans la région Auvergne-Rhône-Alpes, plus précisément dans le département de l'Ain, à 24 kilomètres au nord d'Ambérieu-en-Bugey, près de la sortie no 8 (Hauteville-Lompnes) de l'autoroute A40.

### Géologie et orographie
Le Bugey faisant partie du domaine plissé jurassien, le secteur de Cerdon se trouve sur une série de failles nord-est/sud-ouest formant la limite orientale de la vallée de l'Ain (hauteurs des monts d'Ain).
Les roches plus tendres facilitant l'érosion, une suite de reculées entaille le relief (reculées de l'Albarine, de la cascade de la Fouge et de Cerdon).
Les vignes sont plantées au-dessus de roches calcaires du Jurassique (surtout de l'Oxfordien supérieur), formant des sols argilo-calcaires,.

### Climatologie
Le Haut-Bugey est constitué de plusieurs petites montagnes. Cette région, dont les précipitations moyennes sont de 1 000 mm/an, possède un climat aux influences océaniques, mais les amplitudes de température élevées sont influencées par le voisinage de climats continentaux.
La station météo d'Ambérieu (à 250 mètres d'altitude) se trouve à la limite occidentale de l'aire de production. Ses valeurs climatiques de 1961 à 1990 sont : 
| Mois                              | jan. | fév. | mars  | avril | mai   | juin  | jui.  | août  | sep.  | oct.  | nov. | déc.  | année   |
| --------------------------------- | ---- | ---- | ----- | ----- | ----- | ----- | ----- | ----- | ----- | ----- | ---- | ----- | ------- |
| Température minimale moyenne (°C) | −1,7 | −0,3 | 1,4   | 4,2   | 8,3   | 11,2  | 13,4  | 12,9  | 10,5  | 7,1   | 2,3  | −0,8  | 5,7     |
| Température moyenne (°C)          | 1,8  | 3,7  | 6,4   | 9,6   | 13,8  | 17,1  | 19,8  | 19,1  | 16,3  | 11,8  | 6,1  | 2,5   | 10,7    |
| Température maximale moyenne (°C) | 5,3  | 7,8  | 11,4  | 15,1  | 19,3  | 23,1  | 26,2  | 25,3  | 22    | 16,4  | 9,9  | 5,7   | 15,6    |
| Ensoleillement (h)                | 53,4 | 81   | 130,5 | 167,2 | 199,6 | 230,9 | 273,9 | 236,2 | 183,2 | 119,9 | 65,1 | 46,3  | 1 787,2 |
| Précipitations (mm)               | 93,8 | 86,9 | 100,8 | 93,9  | 111,5 | 98,2  | 66,5  | 91,6  | 98,1  | 102,7 | 107  | 102,1 | 1 153   |

## Vignoble

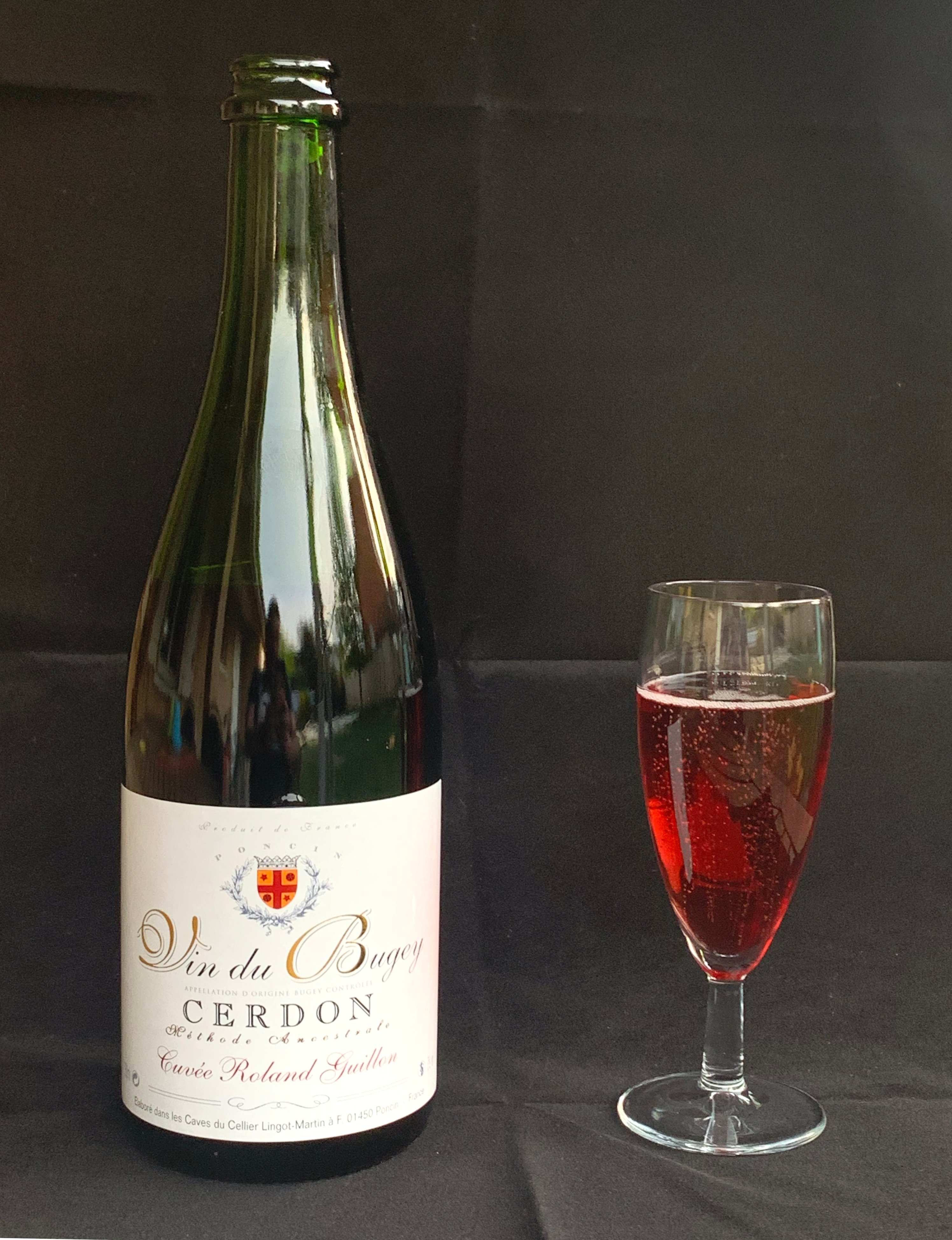
AOC bugey cerdon.

Les vignes sont plantées à flanc de montagne, sur des coteaux escarpés exposés au sud-est, pouvant culminer à 300 mètres. Une dizaine de communes se répartissent un vignoble très morcelé : l'Abergement-de-Varey, Bohas-Meyriat-Rignat, Boyeux-Saint-Jérôme, Cerdon, Jujurieux, Mérignat, Poncin, Saint-Alban, Saint-Jean-le-Vieux, et Saint-Martin-du-Mont. Selon les Douanes, la superficie revendiquée en 2023 sous l'appellation est de 166 hectares.

### Encépagement
Le cahier des charges autorise la production du cerdon avec seulement deux cépages : le poulsard N et le gamay N. Ils donnent des vins pétillants rosés, bien fruités, qui prennent en vieillissant une couleur pelure d'oignon et un parfum délicat.

### Méthodes culturales
En majorité, la densité est de 5 000 pieds à l'hectare. La taille des vignes est faite en taille dite guyot, et parfois avec arcure.
Pendant des années, la date des vendanges était fixée par arrêté préfectoral. Ainsi, le département, en liaison avec des organisations de producteurs, la direction départementale de l'Agriculture et l'Institut national de l'origine et de la qualité définissait une période d'environ 100 jours après la floraison, soit environ à la mi-septembre. Si en 2009 les viticulteurs obtiennent liberté du choix des vendanges, ils conservent néanmoins la contrainte de fournir des justificatifs en cas de contrôle.

## Vins

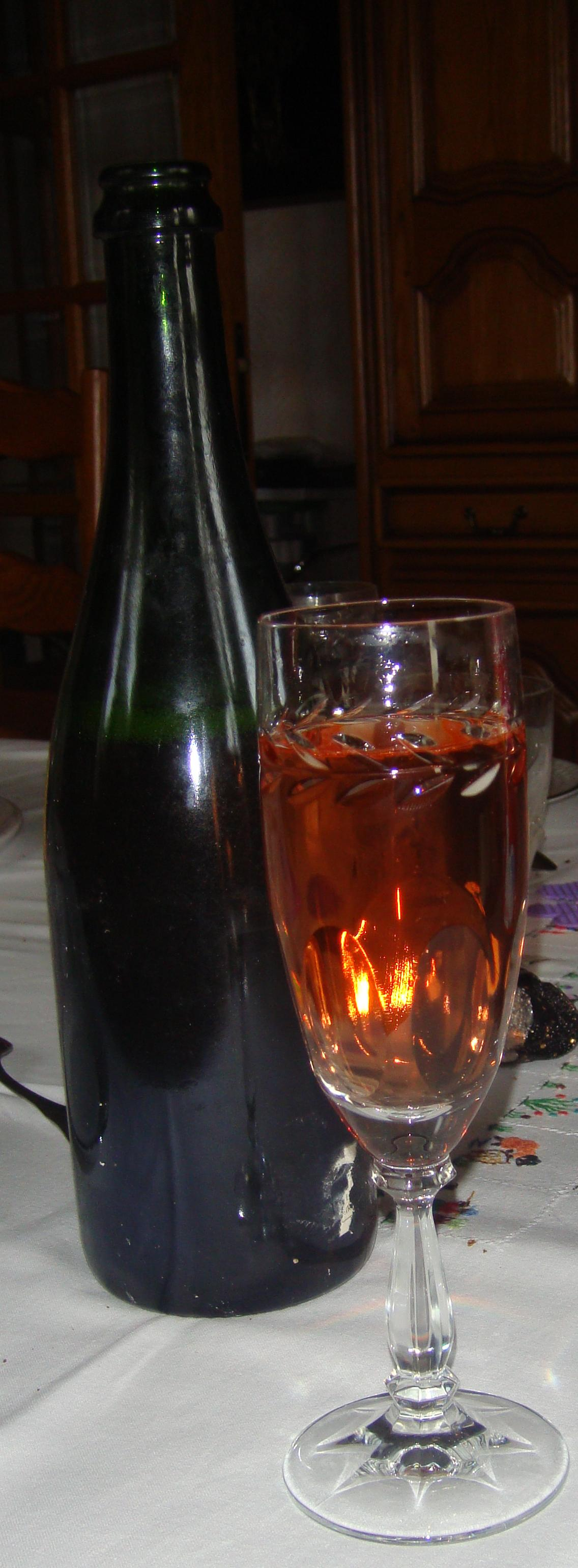
Bouteille et verre de cerdon.

La production déclarée en 2023 a été d'un total de 9 152 hectolitres (un hectolitre (hl) = 100 litres = 133 bouteilles de 75 cl). Le rendement maximum autorisé par le cahier des charges est de 71 hectolitres par hectare ; celui butoir de 78 hl/ha ; en 2023, le rendement moyen fut de 55 hl/ha.

### Vinification et élevage
Ce vin est fabriqué selon la méthode dite ancestrale. La fermentation est arrêtée par une étape de filtration, on obtient un vin effervescent, faiblement alcoolisé et dans lequel le raisin non fermenté apporte sucre et arômes.

### Gastronomie
Le cerdon est un vin effervescent à la robe plus ou moins rosée (en fonction du temps de macération), au nez et à la bouche et très fruités, marqués par les fruits rouges (groseille, cerise, framboise ou cassis). C'est un vin particulièrement léger, titrant 8 à 8,5 % vol. d'alcool (il ne peut dépasser les 11,5), et acidulé.
Comme c'est un vin effervescent frais et léger, il est souvent servi en apéritif ou pour accompagner des desserts tels les gâteaux au chocolat ou aux fruits. Il est également très apprécié en accompagnement de la tarte Tatin.

## Économie

### Commercialisation
Les vins du Bugey, et plus particulièrement le cerdon, sont essentiellement consommés au niveau local, voire régional ou national. Leur exportation est estimée à 10 % de la production. La tendance est à la conquête de nouveaux marchés, du fait de la baisse de consommation des vins.
La commercialisation du cerdon est faite en bouteilles. On estime que 93 % des ventes se font de cette manière contre 7 % de ventes en gros ou en vrac D'autres estimations donnent un ratio de 65 % des ventes effectués directement par les viticulteurs, le reste se répartissant à 18 % pour la restauration, 10 % dans les supermarchés et 7 % au négoce.

### Liste de producteurs
Quelques producteurs de l'appellation  :
- Véronique Antoine, à Rignat (Bohas-Meyriat-Rignat) ;
- Alexis Balivet, à Mérignat ;
- GAEC Philippe Balivet, à Mérignat ;
- Domaine Olivier Bardet, à Mérignat ;
- Raphaël Bartucci, à Mérignat ;
- Caveau Bertrand-Chapel, à Boyeux-Saint-Jérôme ;
- Caveau Sandrine Bigot, à Boyeux-Saint-Jérôme ;
- Caveau Daniel Billon, à Bôches (Saint-Alban) ;
- Daniel Boccard, à Boyeux-Saint-Jerôme ;
- GAEC Bollache-Arcan, à Jujurieux ;
- Caveau Xavier Barbe, à Jujurieux ;
- Christian Bolliet, à Bôches (Saint-Alban) ;
- La Grand Cave, à Cerdon ;
- Catherine et Patrick Bottex, à Poncin ;
- Claude Buffard, à Cerdon ;
- Jean-Pierre Curbillon, à Cerdon ;
- GAEC Dubreuil-Blanchard, à Cerdon ;
- Gérald Dubreuil, à Poncin ;
- Pierre Dubreuil, à Cerdon ;
- Daniel Gallet, à Saint-Martin-du-Mont ;
- GAEC Girardi (Michel et Stéphane Girardi), à Cerdon ;
- Gabin Grobon, à Saint-Martin-Du-Mont ;
- Serge Jarjaval, à Cerdon ;
- Cellier Lingot-Martin, à Poncin ;
- Nicolas Mazzucheli, à Cerdon ;
- Jean-Paul Milliot, à Mérignat ;
- Alain Renardat-Fache, à Mérignat ;
- Celine Ronger, à Bohas-Meyriat-Rignat ;
- Bernard Rondeau, à Boyeux-Saint-Jérôme ;
- Cave Thoubillon (Bruno Thoubillon), à Cerdon ;
- Thierry Troccon (Clos de la Bierle), à Leymiat (Poncin) ;
- Pierre Villeneuve à Jujurieux ;
- GAEC Vucher et fils (Georges Vucher), à Cerdon ;
- Cave Wojtkowiak, à Cerdon ;
- Laurent Monnet, à Boyeux-Saint-Jérôme.